# Синьошийка
Синьоши́йка  (Luscinia svecica) — дрібний птах родини Мухоловкових. В Україні гніздовий перелітний вид. Перебуває під охороною Бернської конвенції та ряду інших природоохоронних документів.

## Опис

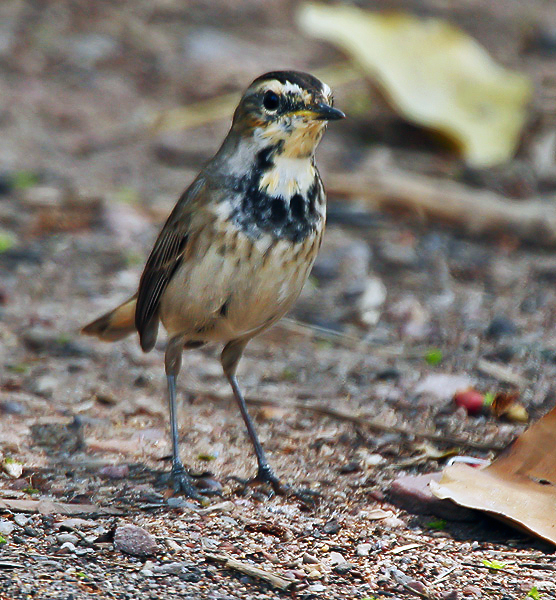
Самка

Дорослий самець має яскраве та характерне забарвлення. Самець підвиду cyanecula зверху бурий; над оком біла «брова»; підборіддя, горло і воло сині, з білою плямою посередині, іноді без білої плями; на волі синій колір окреслений зверху чорним півкільцем під ним іржасте півкільце; груди і черево білуваті махові пера бурі; верхня частина хвоста руда, кінцева — темно-бура, центральні стернові пера цілком бурі; дзьоб чорний; ноги темно-бурі. У самців підвидів svecica та volgae пляма на межі горла і вола іржаста. У місцях, де відбувається природна гібридизація між особинами різних підвидів, пляма на межі горла і вола може бути світло-вохристою. У дорослої самиці горло білувате з темними смужками по боках; на волі темні риски і лише буре на півкільце, іноді в невеликій кількості присутній і синій колір. Молодий птах зверху темно-бурий, з численними світлими рисками; низ рудуватий, з темними рисками.

## Поширення
Має широкий гніздовий ареал, що охоплює більшу частину Європи та Азії. Гніздиться по всій Європі (крім Британських островів, південних районів Іспанії, Італії, півдня Балканського півострова, а також Криму та Кавказу) та Азії (крім пустельних районів Середньої та Малої Азії, Аравійського півострова, південних та південно-східних територій Азії). Місця зимівель розміщені у Північній Африці та Південній Азії.
В Україні гніздиться в лісовій і лісостеповій смугах, а також на значній частині степової смуги та у Закарпатті, під час міграцій трапляється на всій території. Підвид cyanecula гніздиться на більшій частині території країни; volgae гніздиться на сході країни; svecica трапляється під час міграцій.

## Оселища

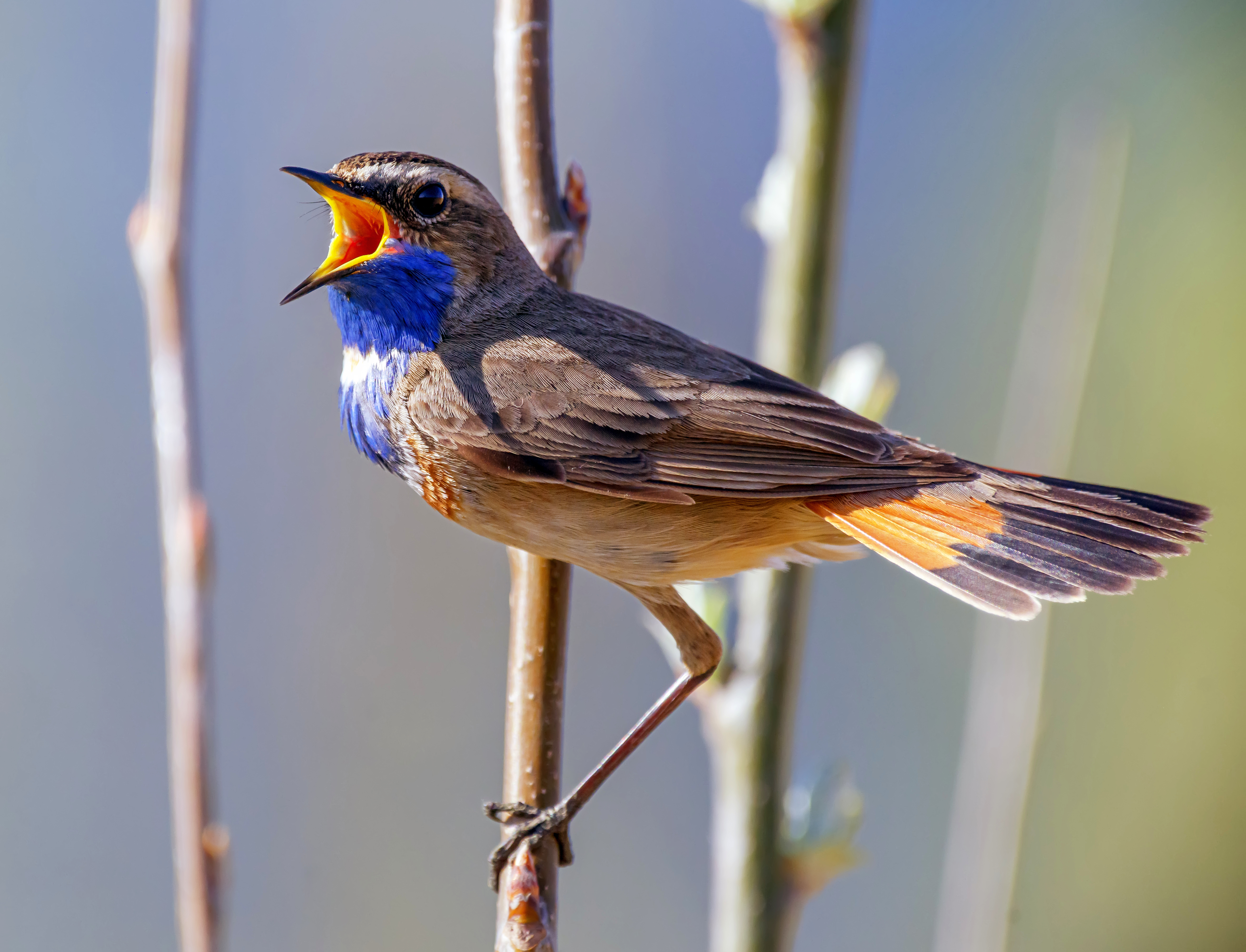
На озері Тягле у Києві

Заселяє переважно узлісся заболочених вільхових лісів, густі вербові зарості серед заплавних луків та низинних боліт, зарості очерету, кущів, густі, але не надто зімкнені, високостеблові трави по берегах річок, стариць, озер, водосховищ, меліоративних каналів та заповнених водою канав. Трапляється також у сирих заростях кущів уздовж доріг, заростях кропиви на межі городів біля води.

## Чисельність
Чисельність в Європі оцінено в 4,5—7,8 млн пар, в Україні — 235—280 тис. пар.

## Розмноження

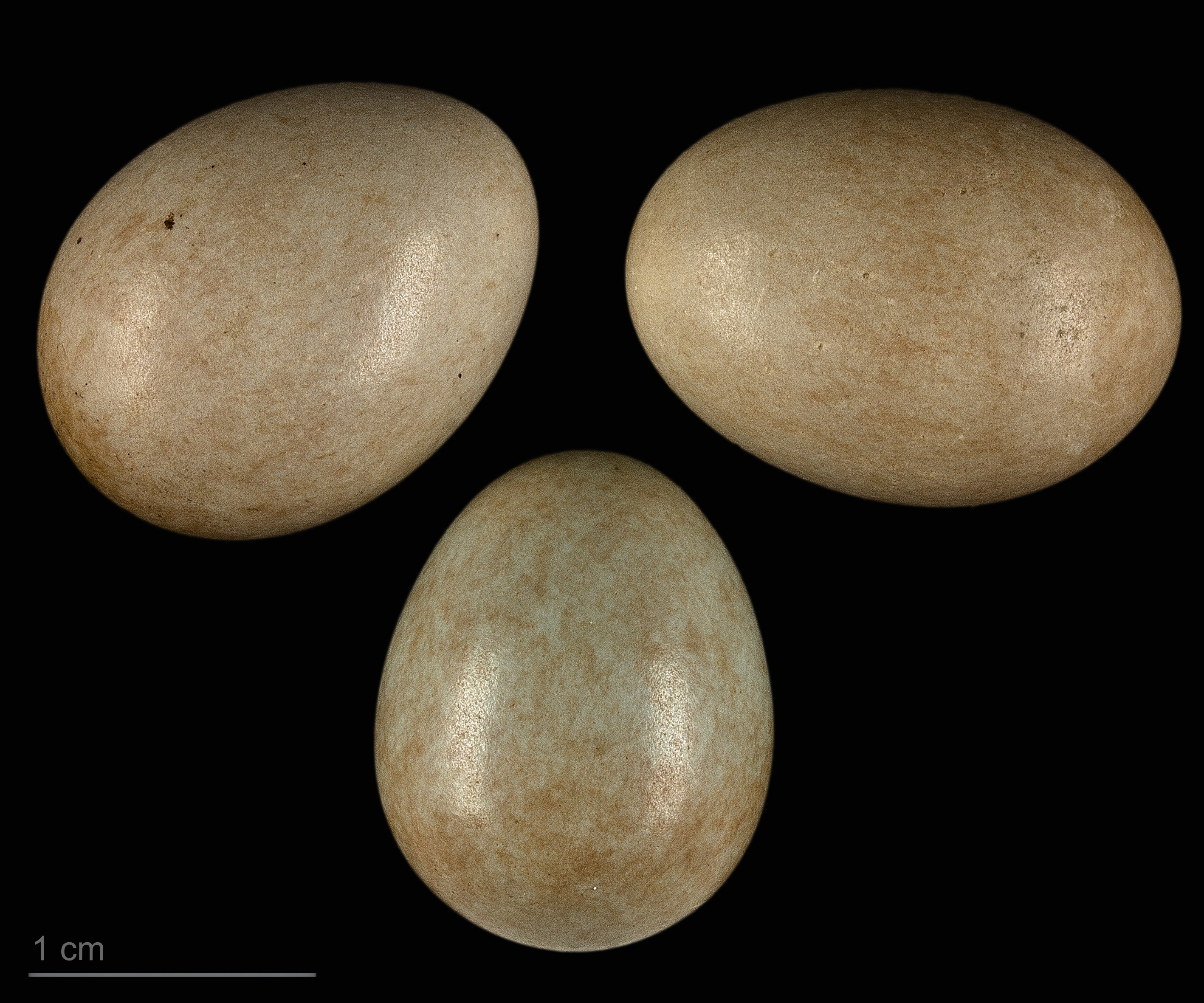
яйце Luscinia svecica cyanecula - Тулузький музей

Гніздиться окремими парами. Гнізда розташовує на землі в затінених, добре укритих місцях, під куртиною густої та високої трави, під нависаючими гілками кущів, серед коренів верби, іноді при основі осокової кочки, на річкових наносах, що залишилися після весняного паводку.
Гніздова будівля досить велика та пухка. Її основою служать вербове та інше листя, тонкі гілочки. Зовнішня частина складається з торішнього листя дерев та кущів, стебел та листя трав, корінців, іноді з домішкою моху. Середня частина гнізда робиться з зеленого моху, переплетеного листям трав, рослинними волокнами та жилками перегнилого листя. Вистилка товста (до 1,5 см), складається з м'яких широких листків, трави, інколи рослинного пуху та окремих пір'їн.
До відкладання яєць приступає наприкінці квітня — на початку травня. Насиджує самка 13—14 діб. У повній кладці 4—7 (рідше 5—6) яєць. Шкаралупа злегка блискуча. Основний фон її світло-, сіро-, блакитнувато- або оливково-зеленого кольору, щільно усіяний численними іржаво-жовтими або червонувато-бурими, не дуже чіткими плямами, що згущуються біля тупого кінця.

## Живлення
Синьошийка — комахоїдний птах. У харчовому раціоні переважають комахи та їхні личинки, що тримаються на землі. Восени значну частку раціону становлять ягоди.

## Охорона
Стан більшості природних популяцій виду в межах ареалу залишається більш-менш стабільним. Саме тому він, згідно Червоного списку МСОП, отримав охоронний статус «відносно благополучний вид». Але в окремих регіонах спостерігається тенденція до зниження чисельності популяції виду, що потребує запровадження охоронних заходів. Тому, синьошийка занесена до Додатку ІІ Бернської конвенції (охоронна категорія: вид підлягає особливій охороні) та Резолюції 6 (види, що потребують спеціальних заходів збереження їхніх оселищ) цієї ж конвенції. Крім того, вид охороняється Боннською конвенцією (Додаток ІІ. Види, стан яких є несприятливим), а також Директивою Європейського Союзу 2009/147/ЄС «Про захист диких птахів» (Додаток І. Види і підвиди, що знаходяться під загрозою вимирання, які є вразливими, рідкісними або специфічними з екологічної точки зору). На регіональному рівні в Україні синьошийка занесена до Червоного списку тварин Закарпатської області.

## Систематика
Виділяють наступні підвиди синьошийки:
- Luscinia svecica abbotti
- Luscinia svecica cyanecula
- Luscinia svecica gaetkei
- Luscinia svecica kobdensis
- Luscinia svecica luristanica
- Luscinia svecica magna
- Luscinia svecica namnetum
- Luscinia svecica pallidogularis
- Luscinia svecica przewalskii
- Luscinia svecica saturatior
- Luscinia svecica svecica
- Luscinia svecica tianshanica
- Luscinia svecica volgae